# شانون نيفين
شانون نيفين (بالإنجليزية: Shannon Nevin)‏ هو لاعب دوري الرغبي أسترالي، ولد في 13 فبراير 1976 في سيدني في أستراليا.